# Слодково
Слодково (пол. Słodkowo, нім. Groß Schlatikow) — село в Польщі, у гміні Сухань Старгардського повіту Західнопоморського воєводства.
Населення — 141 особа (2011).
У 1975-1998 роках село належало до Щецинського воєводства.

## Демографія
Демографічна структура станом на 31 березня 2011 року:
|          | Загалом | Допрацездатний вік | Працездатний вік | Постпрацездатний вік |
| -------- | ------- | ------------------ | ---------------- | -------------------- |
| Чоловіки | 74      | 15                 | 51               | 8                    |
| Жінки    | 67      | 7                  | 45               | 15                   |
| Разом    | 141     | 22                 | 96               | 23                   |